# Чулпанский сельсовет
Чулпа́нский сельсове́т — сельское поселение в Икрянинском районе Астраханской области Российской Федерации.
Административный центр — село Чулпан.

## История
6 августа 2004 года в соответствии с Законом Астраханской области № 43/2004-ОЗ сельсовет наделен статусом сельского поселения.

## Население
| 2006  | 2010  | 2012  | 2013  | 2014  | 2015  | 2016  |
| ----- | ----- | ----- | ----- | ----- | ----- | ----- |
| 1046  | ↗1072 | ↘1043 | ↘1027 | ↘1018 | ↗1022 | ↗1025 |
| 2017  | 2018  | 2019  | 2020  | 2021  |       |       |
| ↘1015 | ↘998  | ↘981  | ↘969  | ↘851  |       |       |

## Состав сельского поселения
В состав сельского поселения входят 2 населённых пункта:
| № | Населённый пункт | Тип населённого пункта       | Население |
| - | ---------------- | ---------------------------- | --------- |
| 1 | Гавриловский     | посёлок                      | ↘40       |
| 2 | Чулпан           | село, административный центр | ↘1032     |